# 300: Rise of an Empire
300: Rise of an Empire ist die Fortsetzung des Filmes 300. Ursprünglich sollte der Film in den Vereinigten Staaten im Spätherbst 2013 anlaufen, er wurde aber auf den 7. März 2014 verschoben, an dem er dann tatsächlich anlief. In Deutschland und der deutschsprachigen Schweiz startete der Film bereits einen Tag früher in den Kinos, in Österreich am Tag darauf. Der Film geht wie der Vorgänger auf den Comic 300 von Frank Miller und Lynn Varley zurück.

## Handlung
Die spartanische Königin Gorgo befindet sich auf einem Schiff der Flotte Spartas und erzählt ihren Soldaten von der zehn Jahre zuvor stattgefundenen Schlacht von Marathon (490 v. Chr.), in der der persische König Dareios vom Athener Kriegsherr Themistokles durch einen Pfeil schwer verletzt wurde, als dieser mit seinen Männern in einem Überraschungsangriff den Persern zusetzte, während diese gerade in der Bucht von Marathon landeten. Als er im Sterben lag, beschwor Dareios seinen Sohn Xerxes I., den Krieg zu beenden, da, wie er sagte, „es nur die Götter vermögen diese Griechen zu besiegen“. Artemisia, eine griechischstämmige enge Vertraute und Beraterin des persischen Herrschers, deutete seine letzten Worte im eigenen Interesse um: indem er selbst zum Gottkönig aufsteige, solle Xerxes vollenden, was nur ein Gott schaffen könne, nämlich Griechenland zu unterwerfen.
Also verließ Xerxes, in ein mystisches Tuch gehüllt, den Königshof, badete in einer übernatürlichen Flüssigkeit und kehrte als haarloser, über zwei Meter großer Gottkönig zurück. Artemisia brachte daraufhin alle Ratgeber, Lehrer, Kriegsherren und alle anderen Vertrauten des Gottkönigs Xerxes um und nährte in Xerxes den Wunsch, über die Griechen zu herrschen.
In Athen versammelt, forderten die Abgesandten der griechischen Poleis angesichts der drohenden Vernichtung Verhandlungen mit Xerxes, doch Themistokles war der Ansicht, nur die Vereinigung der Poleis könnte die Perser aufhalten, und forderte die Vertreter auf, ihre Schiffe zu entsenden.
Xerxes näherte sich Griechenland mit seinem Heer auf dem Landweg, Artemisia derweil mit einer gewaltigen Flotte. Der Athener Scyllias mischte sich als Spion unter die Perser und wirkte an Bord des Schiffes von Artemisia. Als er enttarnt wurde, konnte er fliehen und Themistokles berichten.
Artemisia erlebte einst als Kind, wie griechische Soldaten ihre Familie schändeten und töteten. Sie selbst wurde versklavt und dabei sexuell missbraucht. In einem Hafen wurde sie, mehr tot als lebendig, von einem persischen Gesandten, eben jenem, der später Leonidas in Sparta aufsuchen sollte, entdeckt und gerettet. Nachdem sie als Jugendliche die Kampfkunst erlernt hatte, zeichnete sich die erwachsene Artemisia durch hohe Kriegskunst aus und bescherte dem persischen König Dareios viele Siege. Doch insgeheim brannte sie stets auf Rache an den Griechen.
Themistokles reiste zuerst nach Sparta, um Leonidas zu bitten, Spartas Flotte zur Verfügung zu stellen. Dort erfuhr er von Königin Gorgo, dass Leonidas bereits mit seinen Kriegsplänen die Ephoren befragte, doch zunächst das Karneia-Fest bevorstand. Gorgo machte Themistokles außerdem deutlich, dass ein geeintes Griechenland immer sein Traum gewesen sei, aber nie jener der Spartiaten.
Themistokles sammelte die Flotte der griechischen Poleis, wobei der Hauptteil aus Athen stammte, während sich Leonidas mit 300 Mann den Persern an den Thermopylen zum Kampf stellte. Themistokles führte seine Schiffe gegen die Perser in der Schlacht bei Artemision (480 v. Chr.). Die Griechen lockten die Perserschiffe am nächsten Tag in einen Hinterhalt. Trotz zahlenmäßiger Unterlegenheit konnten sich die Griechen eindrucksvoll beweisen. Beeindruckt von Themistokles’ Fähigkeiten lud ihn Artemisia zu sich ein. Auf ihrem Schiff verführte sie ihn und versuchte ihn zum Verrat zu überreden, was er jedoch ablehnte. Die nächste Schlacht, die mit Pech und Feuer geführt wurde, endet mit dem Rückzug der mit knapper Not überlebenden Griechen.
Bei der Schlacht bei den Thermopylen (480 v. Chr.) war Leonidas mittlerweile gefallen. Xerxes ließ die Kunde von Ephialtes von Trachis, der den Sieg durch seinen Verrat möglich gemacht hatte, nach Athen tragen. Als Themistokles die Kunde vom Fall der Thermopylen überbracht wurde, sorgte er für eine Verbreitung der Nachricht in ganz Griechenland und brach nach Sparta auf, um erneut bei Königin Gorgo die spartanische Flotte zu erbitten. In Athen traf er auf Ephialtes, dem er auftrug, seinem Herrn zu erklären, das griechische Schicksal würde bei Salamis entschieden.
Die Perser, deren Weg nach dem Fall der Thermopylen frei war, plünderten und brandschatzten Athen (480/479 v. Chr.). Von Ephialtes’ Nachricht überrascht, Themistokles’ habe überlebt, entschied sich Artemisia entgegen dem Rat von Xerxes, die griechische Flotte anzugreifen. Angesichts der fehlenden Unterstützung aus Sparta stellte es Themistokles seinen Männern frei, sich zum Kampf zu stellen. Mit einer Handvoll Schiffe stellte er sich der persischen Übermacht bei der Schlacht von Salamis entgegen. Seine Taktik bestand darin, Artemisia auszuschalten. Es gelang ihm, sie zu stellen.
Hier schließt sich die Handlung: Leonidas’ aufopfernder Kampf bis zum Untergang beeindruckte nicht nur die Spartiaten, sondern auch die übrigen griechischen Poleis. Man sieht Gorgo, die die Geschichte in einer Rückblende erzählte, wie sie mit den Flotten Spartas und anderer griechischer Poleis in die Schlacht eingreift. Angesichts der für Artemisia aussichtslosen Situation bietet ihr Themistokles die Möglichkeit zur Flucht, die sie ausschlägt; daraufhin tötet er sie im Zweikampf. Gegen die Krieger der griechischen Poleis haben die Perser bei der Schlacht keine Chance.

## Hintergrund
Der Film umschreibt die historische Seeschlacht von Artemision, die etwa gleichzeitig mit der Schlacht bei den Thermopylen stattfand, welche bereits im ersten Film thematisiert wurde, sowie die Schlacht von Salamis. Allerdings weicht er dabei massiv von der historischen Realität ab.
Der zugehörige Comic Xerxes erschien im Original im Jahr 2018, stellt allerdings die komplette Zeit der Perserkriege bis zum Untergang des Perserreichs durch Alexander den Großen dar.

## Kritiken
Die Website Rotten Tomatoes ermittelte für den Film lediglich 45 % positive Beurteilungen, basierend auf 199 Kritiken. Dies entspricht einem durchschnittlichen Wert von 5,00 von 10. Bei Metacritic erhielt er einen Metascore von 48 %, basierend auf 34 Kritiken.
Cinema urteilte, Regisseur Noam Murro beweise ein „inszenatorisches Händchen für monumentale Bildeindrücke, die ihren Höhepunkt beim mit plastischen Blutfontänen aufgepimpten Zeitlupengemetzel erreichen“. Hervorgehoben wurde auch die schauspielerische Leistung von Eva Green, die ihre Rolle mit „atemberaubend viel Schmackes“ verkörpere.
Thomas Groh von Perlentaucher schreibt: „War ‚300‘ noch der Versuch, eine Geschichte von Soldatenmut zu erzählen, erzählt ‚300: Rise of an Empire‘ nur noch nebenbei. Seiner ästhetischen Programmatik ordnet er alles unter: Alles ist Exzess, alles Spielmaterial – Raum, Zeit, Körper, Ding und Wucht, Bewegung. Was in ‚300‘ an erotischem Begehren noch albern übergepfropft wirkte, erfährt Konkretion: In jedes Bild schießt ein ekstatischer Überschuss, geradezu gefräßig ist dieser Film, wie er alles einer sehr dunklen Form des Begehrens unterordnet. ‚Die Ekstase von Stahl und Fleisch‘ benennt ein Dialog es einmal konkret.“
Dietmar Dath von der FAZ meint: „Die neuesten Sanktionen gegen Persien. ‚300 – Rise of an Empire‘ inszeniert die Verteidigung des demokratischen Griechenland der Klassik gegen die Perser als Krieg gegen den Terror. Der Zweck adelt jede Untat.“

„Bloß Unterhaltung? – Lesen wir das ungewohnte Wort ‚Hopliten‘ einmal als ‚Ledernacken‘, ‚Marines‘ oder, auf Bundeswehrdeutsch, ‚Krisenreaktionskräfte‘, dann wird da eine aus den Nachrichten vertraute Folgerichtigkeit gruselmoralisch begründet und bebildert, mit der Drohnen islamische Hochzeitsgesellschaften dezimieren oder Spezialeinheiten bei nächtlichen Überfällen sechzehnjährige Söhne Terrorverdächtiger exekutieren. Es ist die Logik der permanenten Verlängerung von Tötungslisten bis ins dritte, siebte, zwölfte Glied, über die Jeremy Scahill seinen Dokumentarfilm ‚Dirty Wars‘ gedreht hat.“

„Ein bluttriefendes, redundantes Spektakel auf Grundlage eines Comic-Books. Ästhetisch und inhaltlich eine Fortsetzung des ‚300‘-Gemetzels, wenngleich in seiner Attitüde weniger menschenverachtend und reaktionär.“

## Auszeichnungen
Die Werbung für den Film wurde mehrfach für die Golden Trailer Awards 2014 nominiert. So wurde der erste Trailer Vengeance als Bestes Fantasy-Abenteuer (Best Fantasy Adventure) nominiert, der erste Kino-Trailer für die Beste Musik, die Fernsehwerbung War Revised als Bester Fantasy/Abenteuer Fernsehspot (Best Fantasy/Adventure TV Spot). Weiter wurde der Film für die besten Plakate und die kitschigsten Poster nominiert.
Die Umwandlung des vorhandenen 2D-Bildmaterials in 3D wurde bei den International 3D & Advanced Imaging Society’s Creative Arts Awards 2015 für den Creative Arts Award in der Kategorie Beste Konvertierung von 2D zu 3D (Outstanding Use of 2D to 3D Conversion) nominiert.